# Ягодинська Марина Олександрівна
Марина Олександрівна Ягодинська (нар. 26 травня 1960, м. Семипалатинськ, нині Семей, Казахстан) — українська вчена, історик, археолог. Кандидат історичних наук (2015). Член Наукового товариства імені Шевченка, Наукового товариства імені Ярослава Пастернака (1991). Дочка Олександра Ягодинського.

## Життєпис
Марина Ягодинська народилася 26 травня 1960 року в місті Семипалатинську, нині Семей Казахстану.
Закінчила історичний факультет Чернівецького університету (1983, нині національний, спеціальність — археологія). Працювала старшою науковою співробітницею, науковою працівницею, завідувачкою сектору археології Тернопільського обласного краєзнавчого музею (1983—2000, із перервою); науковою працівницею НВК «Археолог» Інституту археології НАН України (1991—1992); завідувачкою відділу науково-охоронних робіт пам'яток археології (2000—2002), заступницею директора (2002—2004) Тернопільської обласної комунальної інспекції охорони пам'яток історії та культури; директором Тернопільської обласної комунальної інспекції охорони пам'яток історії та культури (2004—2017), від 2017 — директор Тернопільського обласного центру охорони та наукових досліджень пам'яток культурної спадщини.

## Наукова діяльність
У 2015 році захистив кандидатську дисертацію «Давньоруські пам'ятки Західного Поділля Х-ХІІІ ст.».
Наукове зацікавлення — слов'яно-руська археологія (6-13 ст.).
Досліджувала і локалізувала літописні міста Збараж, Теребовлю, Шумськ, Збручанський культовий центр (городища-святилища, поселення-супутники) в Гусятинському районі, багатошарові поселення біля с. Курники Тернопільського району та інші. Відкрила на Тернопільщині понад 100 нових різночасових пам'яток археології.
Авторка наукових статей із слов'яно-руської археології в українських і закордонних виданнях.

### Публікації
- Ягодинська М.О. Исследования древнерусского поселения в Западной Подолии. // Археологические открытия 1985 г. — М.: 1986.-с. 442-443.
- Ягодинська М.О. Городища-святилища на Збручі. // Тези доповідей VIII Вінницької обласної історико-краєзнавчої конференції. — Вінниця: 1989. — с. 23-24.
- Ягодинська М.О. Розкопки селянської садиби давньоруського часу біля с. Крутилів на Тернопільщині. //Тези доповідей VIII Подільської історико-краєзнавчої конференції. — Кам’янець-Подільський: 1990. — с. 51-52.
- Ягодинська М.О. Поганські святилища на Збручі / М.О.Ягодинська // Тези доповідей і повідомлень 1-ї Тернопільської обласної наукової історико-краєзнавчої конференції. Частина І. — Тернопіль: 1990. — С. 68-69.
- Ягодинська М.О. Археологічні дослідження на Збручі / М.О.Ягодинська // Археологічні дослідження на Україні у 1990 р. — К., 1991. — 48 с. — (Препринт / НАН України, Ін-т археології). с. 31-32.
- Ягодинська М.О. Рятувальні розкопки на Поділлі / М.О.Ягодинська, М.Р.Левчук // Археологічні дослідження на Україні у 1990 р. — К., 1991. — 48 с. — (Препринт / НАН України, Ін-т археології).  с. 32-33.
- Ягодинська М.О. Археологічні дослідження давньоруських пам’яток на Західному Поділлі / М.О.Ягодинська // Нові матеріали з археології Прикарпаття та Волині. — Львів: Світ, 1991. — Вип. 1. — С. 104-106.
- Ягодинська М.О. Охоронні розкопки на Тернопільщині в 1987-1988 рр. / О.М.Гаврилюк, О.С.Ситник, М.О.Ягодинська // Нові матеріали з археології Прикарпаття та Волині. — Львів: Світ, 1991. — Вип. 1. — С. 26-27.
- Ягодинська М.О. Садиба ремісника на давньоруському селищі / М.О.Ягодинська // Нові матеріали з археології Прикарпаття та Волині: (Тези виступів на науково-практичній конференції, присвяченої 90-річчю від дня народження Маркіяна Юліяновича Смішка)– Львів: Ін-т суспільних наук АН України, 1992. — Вип. 2. — С. 80-81.
- Ягодинська М. Хрести та іконки княжої доби із Західного Поділля / Марина Ягодинська // Studia archeologica. Науковий журнал з проблем археології та давньої історії України. — Львів: 1993. — № 1. — С. 67-71.
- Ягодинська М. Слов’янський могильник біля Старого Збаража / Марина Ягодинська //Джерело. Науково-краєзнавчий часопис Тернопілля. — Тернопіль, 1994. — № 1.- С. 137-153.
- Ягодинська М. Археологічні дослідження давньоруського святилища ХІІ-ХІІІ ст. у Західному Поділлі / М.Ягодинська // Населення Прутсько-Дністровського межиріччя та суміжних територій в другій половині І — на початку ІІ тис. н.е. : тези доповідей та повідомлень, (Чернівці, 22-24 вересня 1994 року). — Чернівці: Рута, 1994. — с. 54-56.
- Ягодинська М. Слов’яни (VI-ІХ ст. н.е.).//Тернопілля: сторінки історії. — Тернопіль: 1995. — с. 57-68.
- Ягодинська М. Тернопілля в часи Галицько-Волинського князівства. // Тернопілля: сторінки історії. — Тернопіль: 1995. — с. 69-82.
- Ягодинська М. Давньоруське житло із поселення біля с. Малашівці / Богдан Строцень, Марина Ягодинська // Українська наука: минуле, сучасне, майбутнє. Щорічник. — Тернопіль: Економічна думка, 1997. — С. 84-92.
- Ягодинська М. Культова споруда ХІІ-ХІІІ ст. з урочища Бабина Долина / Марина Ягодинська // Українська наука: минуле, сучасне, майбутнє. Щорічник. — Тернопіль: Економічна думка, 1998. — С. 178-184. 265 с.
- Ягодинська М.О. Знахідки гривен та монет ХІІ-ХІІІ ст. на Тернопільщині (за матеріалами археологічних розкопок) / //Банківська система України: проблеми становлення та перспективи розвитку. Збірник тез доповідей міжнародної науково-практичної конференції. — Тернопіль: Економічна думка, 1998. — С. 22-23.  85 с.
- Ягодинская М. Селище «Бабина долина» — селище ремесленников / Марина Ягодинская //Медобори і духовна культура давніх, середньовічних слов’ян (до 150-річчя виявлення Збруцького «Святовита»). Матеріали наукової конференції (8 — 9 жовтня 1998 р., Гримайлів). — Львів: 1998. — С. 57-68. 207 с.
- Ягодинськая М. Давньоруські писанки Тернопільського краєзнавчого музею / Марина Ягодинська, Марія Пігуляк // Медобори і духовна культура давніх, середньовічних слов’ян(до 150-річчя виявлення Збруцького «Святовита»). Матеріали наукової конференції (8 — 9 жовтня 1998 р., Гримайлів). — Львів: 1998. — с. 163-169.
- Ягодинська М. Давньоруське житло на підкліті з Теребовлі / Марина Ягодинська // Українська наука: минуле, сучасне, майбутнє Щорічник. — Тернопіль: Економічна думка, 1999. — с. 96-101.  328 с.
- Ягодинська М.О. Давньоруські клейма Західного Поділля / М.О.Ягодинська // Археологічні студії. — Київ-Чернівці: Прут, 2000. — Вип. 1. — С. 283-296.
- Ягодинська М. Давньоруський гончарний горн із Західного Поділля / Марина Ягодинська // Питання стародавньої та середньовічної історії, археології й етнології: Збірник наукових праць / Чернівецький національний університет ім. Ю.Федьковича, кафедра етнології, античної та середньовічної історії. — Чернівці: Золоті литаври, 2001. — Том 1. — С. 238-242. 362 с.
- Ягодинська М. Давньоруські хрести та іконки з Борщівщини / Марина Ягодинська //Літопис Борщівщини. — Борщів: КТ «Джерело», 2001. — Вип. 10. — С. 8-11.
- Ягодинська М. Городища-святилища на Збручі (З історії досліджень) / Марина Ягодинська // Z archeologii Ukrainy і Jury Ojcowskiej. — Ojcow: 2001. — S. 247-263.
- Ягодинська М. Пам’яті Ірини Петрівни Русанової (1929 — 1998) / Марина Ягодинська // Z archeologii Ukrainy і Jury Ojcowskiej. — Ojcow: 2001. — S. 301-305.
- Ягодинська М. Багатошарова пам’ятка Курники І (Західне Поділля).//ЗНТШ. — Львів: 2002. — Т. CCXLIV. — с. 563-577.
- Ягодинська М. Жертовні споруди зі Звенигородського городища-святилища / Марина Ягодинська // Матеріали і дослідження з археології Прикарпаття і Волині. — Львів: Ін-т українознавства ім.. І.Крип’якевича НАН України, 2002. — Вип. 8. — С. 169-174.
- Ягодинська М. Орнаментація давньоруської кераміки з пам’яток Західного Поділля (ХІІ-ХІІІ ст.) / Марина Ягодинська //Археологія Тернопільщини. — Тернопіль: Джура, 2003. — С. 197-214.
- Ягодинська М.О. Орнаментація давньоруської кераміки з пам’яток Західного Поділля / М.О.Ягодинська // Археологічні студії. — Київ-Чернівці: Зелена Буковина, 2003. — № 2. — С.179-198.
- Ягодинська М. Поселення Бучач І (гора Федір) / Олександр Ситник, Марина Ягодинська // Наукові записки Тернопільського краєзнавчого музею. — Тернопіль: Джура, 2003. — Вип. ІІІ. — С. 30-42.   160 с.
- Ягодинская М.А. Древнерусские предметы христианского культа с Западной Подолии и Юго-Западной Волыни  / у співавторстві з Гаврилюком О.М. // Археологические вести. — Санкт-Петербург: 2005. — № 12. — с. 123-141.
- Ягодинська М. Попередні підсумки дослідження літописного Шумська / Марина Ягодинська // Середньовічні та ранньомодернові оборонні споруди Волині. — Кременець, 2006. — С. 135-141.
- Ягодинська М. Нові культові речі з давньоруських пам’яток Західного Поділля / Марина Ягодинська // Старожитності Верхнього Придністров’я. Ювілейний збірник на честь 60-річчя Ю.М.Малєєва. — К.: Стилос, 2008. — С. 175-185.
- Ягодинська М. Нові культові речі з давньоруських пам’яток Західного Поділля / Марина Ягодинська // Матеріали і дослідження з археології Прикарпаття і Волині. — Львів, 2007. — Вип. 11: Давнє населення заходу України: екологія, історія, культура. — С. 346–357.
- Ягодинська М. Металева сокира з Крутилова біля Гусятина на Тернопільщині і проблема її інтерпретації / М.Бандрівський, М.Ягодинська // Взаємозв’язки культур епох бронзи і раннього заліза на території Центральної та Східної Європи. (Збірка наукових праць на пошану Л.І.Крушельницької). — К.-Л., 2009. — с. 198-201.  236 с.
- Ягодинська М. Давньоруські житла Західного Поділля / Марина Ягодинська // Фортеця : збірник заповідника „Тустань” : на пошану Михайла Рожка. — Львів: „Камула”, 2009. — с. 291-301. 720 с.
- Ягодинська М.О. Нове ранньослов’янське поселення на Західному Поділлі / М.О.Ягодинська // Актуальні проблеми археології : Тези Міжнародної наукової конференції на пошану І.С.Винокура, (Кам’янець-Подільський, 23-25 вересня 2010 р.). — Тернопіль: Астон, 2010. — с. 76-77.
- Ягодинська М. Літописний Збараж (Збираж) (за матеріалами археологічних досліджень) / Марина Ягодинська // Наукові записки Національного заповідника «Замки Тернопілля». — Збараж: Національний заповідник «Замки Тернопілля», 2010. — №. 1. — с. 92-96.
- Ягодинська М.О. Ювелірні вироби з давньоруських пам’яток Західного Поділля (за матеріалами Тернопільської області) / М.О.Ягодинська // Археологія і давня історія України. Археологія Правобережної України. — Київ: Інститут археології НАН України, 2010. — Вип. 2. — с. 235-245.
- Ягодинська М.О. Нова пам’ятка липицької культури на Тернопільщині / Б.С.Строцень, М.О.Ягодинська // Археологічні дослідження в Україні. — Київ-Луцьк, 2010. — с. 391-393.
- Ягодинська М. Нові дослідження багатошарового поселення Заліщики ІІІ в уроч. «Ущилівка» в м. Заліщики Тернопільської області у 2009-2010 роках / Марина Ягодинська, Максим Строцень, Василь Ільчишин, Олег Дерех // Гомін віків. Науков-краєзнавчий літописний збірник Заліщанщини. — Заліщики, 2011. — Вип. 2. — с. 3–7.
- Ягодинська М. До археологічної карти Західного Поділля / Марина Ягодинська // Археологія і давня історія України. — К., 2011. — Вип. 4: Актуальні проблеми археології України. — С. 162–172.
- Ягодинська М. Збаразькі оборонні споруди (за матеріалами археологічних досліджень біля с. Старий Збараж) / Марина Ягодинська, Юрій Покривайло // Нові дослідження козацької доби в Україні. Збірник наукових праць. — Київ, 2011. — Вип. 20. — Частина 1. — С. 96-100.
- Ягодинська М.О. Охоронні розкопки трипільського та слов’янського поселень в Бучачі / О.С.Ситник, М.О.Ягодинська / Земледельцы и скотоводы древній Европы. Проблемы, новые открытия, гіпотезы (дополненное издание). — К-СПб: 2012. — С. 187-201.
- Ягодинська М. Літописна Теребовля: етапи заселення / Марина Ягодинська // Наукові записки Національного заповідника «Замки Тернопілля». — Збараж: Національний заповідник «Замки Тернопілля», 2011. — С. 57-62.
- Ягодинська М. Попередні результати археологічних досліджень у 2011 році на території замку XIV — XVII ст. в м. Теребовля, уроч. Замкова Гора Тернопільської області / Марина  Ягодинська // Нові дослідження козацької доби в Україні. Збірник наукових праць. — Київ, 2012. — Вип. 21. — Частина 1. — С. 26-28.
- Ягодинська М. Літописна Теребовля: етапи заселення / Марина Ягодинська // Волино-Подільські студії. Пам’яті Ю.М.Малєєва (1941-2006): Збірник наукових статей. — Луцьк: Волинські старожитності, 2012. — С. 76-85. 220 с.
- Ягодинська М. Нові дослідження багатошарового поселення Заліщики ІІІ в уроч. «Ущилівка» в м. Заліщики Тернопільської області у 2009-2010 роках / Марина Ягодинська, Максим Строцень, Василь Ільчишин, Олег Дерех // Волино-Подільські студії. Пам’яті Ю.М.Малєєва (1941-2006): Збірник наукових статей. — Луцьк: Волинські старожитності, 2012. — С. 118-129. 220 с.
- Ягодинська М. Поховальні пам’ятки Західного Поділля Х–ХІІІ ст. / Марина Ягодинська // Археологічні дослідження Львівського університету. — Львів, 2012. — Вип. 16. — С. 220–283.
- Ягодинська М. Попередні результати археологічних досліджень у 2011 році на території замку XIV–XVII ст. в м. Теребовля, уроч. Замкова Гора Тернопільської області / Марина Ягодинська // Нові дослідження козацької доби в Україні. Збірник наукових праць. — К., 2012. — Вип. 21. — Ч. 1. — С. 26–28.
- Ягодинська М. Результати рятівних досліджень кургану бронзової доби біля с. Городище Козівського району на Тернопільщині у 2006 році / Марина Ягодинська, Василь Ільчишин // / Марина Ягодинська, Василь Ільчишин // Археологічні дослідження Львівського університету. — Львів, 2012. — Вип. 14/15. — С. 171-185 :
- Ягодинська М. Археологічні дослідження на Тернопільщині Б.Тимощука та І.Русанової / Марина Ягодинська // Наукові студії : Збірник наукових праць / Історико-краєзнавчий музей м. Винники. — Львів — Винники: Вид-во «Апріорі», 2013. — Вип. 6. — С. 116-122.
- Ягодинська М. Археологічні дослідження на території замку XIV — XVII ст. в м. Теребовля /  М.Ягодинська // Наукові записки Національного заповідника «Замки Тернопілля». — Збараж: Національний заповідник «Замки Тернопілля». — Збараж: ВІК, 2013. — № 3/2013. — С. 116-117.
- Ягодинська М. Нові дослідження давньоруського могильника біля с. Зеленче Теребовлянського р ну Тернопільської обл. / М. Ягодинська; Історико-краєзнавчий музей м. Винники // Наукові студії. — Львів-Винники, 2014. — Вип. 7. — С. 316–322.
- Ягодинська М. До питання садибної забудови на поселеннях Західного Поділля / Марина Ягодинська // Археологічні студії. — Чернівці, 2014. — № 5. —С. 321-336.
- Ягодинська М. Поховальні пам’ятки Західного Поділля Х–ХІІІ ст. / Марина Ягодинська // Археологія & Фортифікація Середнього Подністров’я. Збірник матеріалів ІІІ Всеукраїнської науково-практичної конференції. — Кам’янець-Подільський, 2014. — С. 133-141.
- Ягодинская М. Исследования многослойного курганного могильника Кордышев VIII на пограничье южной Волыни и Подолья на западе Украины / Марина Ягодинская, Василий Ильчишин // Sesiunea stiintifica a muzeului national de istorie a Moldovei (editia a XXIV-a) 16–17 oktombrie 2014. — Chisinau, 2014. — S. 19–21.
- Ягодинська М. Дослідження біля с. Кордишів Шумського району Тернопільської області / Ягодинська М., Ільчишин В. // Археологічні дослідження в Україні 2014. — К.: «Стародавній Світ», 2015. — С. 219-220.
- Ягодинська М. Гончарне виробництво на пам’ятках Західного Поділля у давньоруський час / Марина Ягодинська // Наукові студії : Збірник наукових праць / Історико-краєзнавчий музей м. Винники. — Львів — Винники — Жешів — Львів: Вид-во «Апріорі», 2015. — Вип. 8. — С. 322-327.
- Ягодинська М. Дослідження могильника біля с. Кордишів Шумського району/ Марина Ягодинська // Наукові записки Рівненського обласного краєзнавчого музею. Матеріали наукової конференції присвячено 100-річчя від дня народження Ігоря Кириловича Свєшнікова. — Рівне, 2015. — Випуск ХІІІ. — Частина 1. — С. 174-175.
- Ягодинська М. Раннємодернове поховання з кургану біля смт Гусятин на Тернопільщині / Марина Ягодинська, Василь Ільчишин, Ольга Мінейко // Нові дослідження козацької доби в Україні. Збірник наукових праць. — К., 2016. — Вип. 25. — С. 146-148.
- Ягодинська М. Рятівні археологічні дослідження на території замку в місті Кременець / Марина Ягодинська, Богдан Строцень // Вісник рятівної археології. Acta archaeologiae conservativae. — Львів: Вид-во «Астролябія», 2016. — Випуск 2. — С. 186-190.
- Ягодинська М. Перші археологічні дослідження бережанського замку (попередня публікація) / Богдан Строцень, Марина Ягодинська // Вісник рятівної археології (Acta archaeologiae conservativae). ― Львів: НДЦ «Рятівна археологічна служба» ІА НАН України, 2017. ― Випуск 3. — С. 145-161.
- Ягодинська М. Археологічні дослідження замків та історичних міст Тернопільщини// І Всеукраїнський археологічний з'їзд.-Програма роботи та анотації доповідей. Ніжин, 23-25 листопада 2018 р. — Київ, 2018. — с. 176.
- Ягодинська М. Давньоруські пам'ятки Західного Поділля у Х-ХІІІ століттях. — Тернопіль: Терно-граф, 2018. — 288 с. з іл. ISBN 978-966-457-350-1
- Ягодинська М.О. Слов’янські пам’ятки на Тернопільщині / М.О. Ягодинська // Археологія і давня історія України: Зб. наук. пр. — К.: ІА НАН України, 2020. — Вип. 2 (35). — С. 222-233.

## Доробок
Сформувала у Тернопільському обласному краєзнавчому музеї унікальну, найповнішу колекцію археологічних знахідок зі Збручанських городищ-святилищ.
Книги
- «Замки Тернопільщини» (2018)[5][6],
- керівниця проєктів
  - «Пам'ятники жертвам депортації українців на Тернопільщині» (2017)[7],
  - «Репресовані за віру» (2016)[8],
  - «А ми тую стрілецькую славу збережемо…» (2016)[9],
- упорядниця
  - «Бандерівська скриня» (2017)[10],
- відповідальна за випуск
  - «У камені, бронзі, граніті» (2014)[11].

## Нагороди
- Тернопільська обласна премія імені Володимира Гнатюка (2021) — за підготовку та видання ілюстрованого альбому-каталогу «Сакральна скульптура Тернопільщини»[12].